# فيكتور رينيه مندييتا (لاعب كرة قدم)
فيكتور رينيه مندييتا (بالإسبانية: Víctor René Mendieta, Jr.)‏ هو لاعب كرة قدم بنمي في مركزي مهاجم ‏ والهجوم، ولد في 6 سبتمبر 1982 في مدينة بنما في بنما. شارك مع منتخب بنما لكرة القدم. أما مع النوادي، فقد لعب مع بلازا أمادور وديبورتيس كوينديو ونادي ديبورتيفو أراب يونيدو.

## وصلات خارجية
- فيكتور رينيه مندييتا (لاعب كرة قدم) على موقع قاعدة بيانات كرة القدم.إي يو (الإنجليزية)
- فيكتور رينيه مندييتا (لاعب كرة قدم) على موقع ناشيونال فوتبول تيمز (الإنجليزية)
- فيكتور رينيه مندييتا (لاعب كرة قدم) على موقع Soccerway.com (الإنجليزية)